# Adriaan Strauss

a Compétitions nationales et continentales officielles uniquement.

b Matchs officiels uniquement.
Dernière mise à jour le 22 juillet 2018.
Adriaan Strauss, né le 18 novembre 1985, est un joueur sud-africain de rugby à XV, qui compte 66 sélections avec l'équipe d'Afrique du Sud. Il évolue au poste de talonneur (1,84 m et 109 kg).

## Carrière

### En franchise
Il met un terme à sa carrière professionnelle à l'issue de la saison 2018 de Super Rugby.

### En équipe nationale
Strauss a disputé la coupe du monde des moins de 21 ans 2006.
Il dispute le Tri-nations 2008, il est remplaçant lors du premier match contre l'Australie. Il dispute ensuite le Rugby Championship en 2012, 2013, 2014, 2015 et 2016. Il joue 6 matchs de la Coupe du monde 2015 (1 essai) où les Springboks  terminent à la troisième place.

## Statistiques

### En club et province
- 157 matchs de Super Rugby
- 64 matchs de Currie Cup

### Internationales
Adriaan Strauss compte 66 sélections sous le maillot des Springboks, inscrivant un total de 30 points, six essais. Il a été sélectionné pour la première fois avec les Springboks le 19 juillet 2008 contre l'Australie, et la dernière fois le 26 novembre 2016 contre le Pays de Galles lorsqu'il décide de mettre un terme à sa carrière internationale.